# Fußballauswahl von St. Helena
Die Fußballauswahl von St. Helena ist die „Fußballnationalmannschaft“ von St. Helena, einem gleichberechtigten Teil des Britischen Überseegebietes St. Helena, Ascension und Tristan da Cunha. Die St. Helena Football Association hat die Mannschaft erstmals im Juni 2019, fast 100 Jahre nach Gründung des Verbandes, entsandt. Der Verband ist weder Mitglied der FIFA noch eines Kontinentalverbands.

## Auswahlspiele
Die Mannschaft trat bei den Inter Games im Fußball an, die 2019 als Ersatz für das nicht ausgetragene Fußballturnier der Island Games stattfanden. Nach einer 2:7-Niederlage im Freundschaftsspiel gegen die Fußballauswahl von Anglesey verlor die Fußballauswahl auch gegen die Fußballmannschaften der Shetland-Inseln, von Guernsey und der Western Isles mit 1:6, 0:9 und 1:2 und belegte damit den zehnten und letzten Platz. Es folgten drei weitere Spiele bei den Island Games 2023.
|    | Datum und Austragungsort       | Heimmannschaft | Auswärtsmannschaft | Resultat (HZ)1 | Anlass             | Bemerkung                                                  |
| -- | ------------------------------ | -------------- | ------------------ | -------------- | ------------------ | ---------------------------------------------------------- |
| 1. | 12. Juni 2019 auf Anglesey     | Anglesey       | St. Helena         | 7:2            | Freundschaftsspiel | Erstes Auswahlspiel überhaupt; erstes Spiel gegen Anglesey |
| 2. | 16. Juni 2019 in Bryn Du       | St. Helena     | Shetland           | 1:6            | Inter Games 2019   | Erstes Spiel gegen Shetland                                |
| 3. | 18. Juni 2019 in Holyhead      | St. Helena     | Guernsey           | 0:9            | Inter Games 2019   | Erstes Spiel gegen Guernsey; höchste Niederlage überhaupt  |
| 4. | 20. Juni 2019 in Bryn Du       | St. Helena     | Äußere Hebriden    | 1:2            | Inter Games 2019   | Erstes Spiel gegen die Äußeren Hebriden                    |
| 5. | 9. Juli 2023 in Saint Sampson  | Menorca        | St. Helena         | 5:0            | Island Games 2023  | Erstes Spiel gegen Menorca                                 |
| 6. | 10. Juli 2023 in Saint Sampson | Gozo           | St. Helena         | 3:0            | Island Games 2023  | Erstes Spiel gegen Gozo                                    |
| 7. | 11. Juli 2023 in Saint Sampson | St. Helena     | Jersey             | 0:5            | Island Games 2023  | Erstes Spiel gegen Jersey                                  |